# Villa Ricci
Villa Ricci è una frazione del Comune di Sant'Omero, in provincia di Teramo.
Situata nella Val Vibrata, la frazione di Villa Ricci dista 2,36 chilometri dal suddetto comune.

## Storia
Il territorio si estende nella valle del fiume Salinello, il quale, nel XVI sec. alimentava alcuni mulini ad acqua, (di cui due conservati tuttora in buono stato), che rendevano il paese centro degli scambi commerciali del territorio santomerese.
Nell'800, il perno principale era costituito dalla masseria della famiglia Ricci, cui si deve la realizzazione della Chiesa dell'Immacolata (1893), ed il toponimo del paese, cambiato intorno al 1930, in precedenza noto come Villa Floriano di Campli.
Sono stati trovati resti di un cimitero e di una torre (parte di una canonica) risalenti al XIV sec., nei pressi della via S. Salvatore a torre, che ai tempi costituiva il punto principalmente abitato.
Oggi la popolazione si incentra soprattutto lungo la SP17 (via Tario Rufo) che collega la Val Vibrata alla provincia di Teramo.